# Kostel (Eslovenia)
Kostel es una localidad del sur de Eslovenia. Se encuentra en la margen izquierda del río Kupa o Kolpa, cerca de la frontera con Croacia. Formaba parte de la región tradicional de la Baja Carniola y ahora pertenece a la región estadística suroriental Jugovzhodna Slovenija. Pertenece y da nombre al municipio de Kostel, pero no es su capital, ya que la sede administrativa municipal se ubica en Vas.
En 2018 tiene 13 habitantes.
La localidad lleva su nombre por el castillo de Kostel, construido en un acantilado sobre el valle del Kolpa. El castillo es del siglo XIII con varias reformas en siglos posteriores. Fue una importante fortificación frente a los turcos otomanos.
La iglesia local está consagrada a los Reyes Magos y pertenece a la parroquia de Fara pri Kočevju. Consta de una única nave de estilo gótico tardío. El edificio fue reformado al estilo barroco en el siglo XVIII.